# Arkholme-with-Cawood
Koordinaten: 54° 9′ N, 2° 38′ W

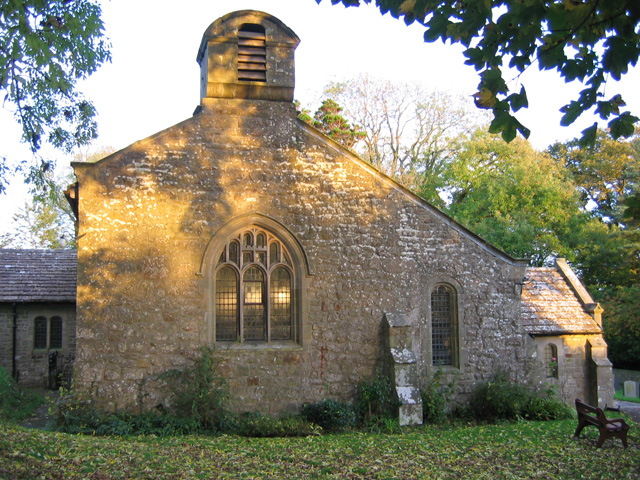
St John the Baptist, Arkholme

Arkholme-with-Cawood ist ein kleiner Ort mit 334 Einwohnern (2001) und eine civil parish in Lancashire, England. Der Ort wird oft einfach nur als Arkholme bezeichnet, denn der Zusatz Cawood bezieht sich auf einen Wald (engl. Wood). Der Ort wird als Ergune im Domesday Book erwähnt.
Arkholme liegt auf einer natürlichen Anhöhe über dem River Lune, den man hier mit einer Fähre bzw. durch eine Furt überqueren konnte. Am östlichen Rand des Ortes direkt am River Lune befinden sich die Überreste einer Festung aus dem 12. Jahrhundert. Die Befestigung war auf einem künstlich angelegten Hügel, einer Motte, errichtet worden, dessen Basis heute einen Durchmesser von 30 m und eine Höhe von 14 m hat. Ausgrabungen haben gezeigt, dass dieser Berg einmal um 2,75 m erhöht wurde. Die Burg ist eine von mehreren Burgen im Tal des River Lune, die heute nicht mehr existieren, die aber einst als eine wichtige Verteidigungslinie gegen feindliche Einfälle aus dem Norden nach England, die  über den Gebirgspass des Shap Summit und dann entlang dem Lauf des River Lune bei Tebay vollzogen werden konnten, schützten und noch heute den Grenzlandcharakter dieser Gegend nach der normannischen Eroberung demonstrieren.
An der Stelle des ehemaligen Wehrturms der Festung steht heute die Kirche St John the Baptist aus dem 15. Jahrhundert. Da es in Arkholme keine Anzeichen für eine Kirche aus der Zeit vor der normannischen Eroberung gibt, vermutet man, dass die Kirche aus einer Kapelle im Wehrturm entstanden ist. Die Kirche und die sie umgebenden Gräber haben viele archäologische Spuren der Festung zerstört. Die Kirche, die zuletzt 1897 umgebaut wurde, ist heute ein Grade II* geschütztes Baudenkmal.
Da kein Soldat aus Arkholme im Ersten Weltkrieg fiel, was als eine besondere Gnade gesehen wurde, bezeichnet sich der Ort als ein Thankful Village.
Bis 1960 hatte der Ort einen Bahnhof an der Strecke der ehemaligen Furness and Midland Joint Railway, der auch als Halt für Kirkby Lonsdale diente und die Strecke ist heute Teil der Bahnstrecke Leeds–Morecambe. Das Stationsgebäude steht noch, wurde jedoch in ein Wohnhaus umgewandelt.